# Sort valnød
Sort valnød (Juglans nigra) er et stort, løvfældende træ med en høj, ret stamme og en hvælvet krone. Nødderne er spiselige, men ikke meget eftertragtede udover deres prydværdi. Til gengæld er resten af træet højt prissat som komponent i skovlandbrug samt i produktionen af møbler, mandoliner og bagsiderne af guitarer grundet dets populære mørke farve, akustiske egenskaber og hurtige vækst.

## Beskrivelse
Barken er først lysebrun, men bliver snart mørkebrun til sort (deraf navnet). Gamle grene får en dybt furet, meget mørk bark med høje kamme. Knopperne er spredte, spidse og lysebrune med grå hår.
Bladene er meget store og uligefinnede med ca. 15 småblade, som er blanke, modsatte og ovale med tydelig spids og fint takket rand. Høstfarven er gul. Blomsterne er dels  kegleformede hanrakler, og grågrønne hunblomster, der sidder endestillet 4-5 sammen. Frugterne er kuglerunde, grønne stenfrugter, hvor stenene er nødder, som hos Alm. Valnød og Hickory (Pecan).
Rodnettet er kraftigt og hjerteformet.
Højde x bredde 20 × 21 m (årlig tilvækst 20 × 20 cm).

## Hjemsted
Sort valnød er et skovtræ fra det østlige Nordamerika, hvor det er udbredt fra Massachusetts til Florida og derfra mod vest til Minnesota og Texas. Arten foretrækker floddale med mineralrig jord. På skrænterne ned mod Niagaravandfaldet vokser arten i blandet løv- og nåleskov sammen med bl.a. thuja, tulipantræ, amerikansk asp, amerikansk bøg, amerikansk sassafras, balsamædelgran, grå valnød, hvid hickory, hvidask, hvideg, hvidgran, papirbirk, rødeg, sukkerløn, Weymouth-fyr og østamerikansk hemlock
Arten blev indført til Danmark i 1790, og de første er måske de to store træer i Hørsholm Slotshave[kilde mangler].

## Duft og giftighed
Bladene dufter behageligt, og nødderne lugter af harpiks, når man gnider på dem. Alle arter af valnød udskiller det giftige stof juglon, der hæmmer andre planters vækst.
| Portal | Portal:Botanik |